# Kullat Nunu
Kullat Nunu (η Piscium / η Psc / 99 Piscium) és l'estel més brillant en la constel·lació de Peixos amb magnitud aparent +3,62.
Es troba a 294 anys llum de distància del Sistema Solar.

## Nom
Kullat Nunu és un nom d'origen babiloni i es pensa que fa referència a la corda que uneix els peixos de la constel·lació, la qual cosa posa de manifest la gran antiguitat de l'actual constel·lació.
Un altre nom que rep aquest estel és Al Pherg.
A la Xina, al costat de ρ Piscium, ο Piscium i χ Piscium, era Yew Kang, «el rellotge a la dreta».

## Característiques
Kullat Nunu és una geganta lluminosa groga de tipus espectral G7IIa amb una temperatura superficial de 4930 K. És 316 vegades més lluminosa que el Sol i, a partir de la mesura del seu diàmetre angular, s'obté un radi 26 vegades més gran que el radi solar. Aquests paràmetres indiquen una massa entorn de 3,5 o 4 vegades la massa solar.
Té una metal·licitat inferior a la solar ([Fe/H] = -0,14).
L'estel, amb una edat estimada de 270 ± 40 milions d'anys, es troba en les etapes finals de la seva vida, produint-se en el seu interior la fusió de l'heli.
Kullat Nunu té una tènue acompanyant a només 1 segon d'arc de separació, la qual cosa fa la seva observació difícil. Això ha propiciat que se li hagi atribuït des de magnitud 8 a magnitud 11, a causa d'errors en l'observació. Al no haver-se percebut moviment orbital, es desconeix la seva separació. No obstant això, el seu moviment comú a través de l'espai indica que els dos estels estan relacionats.